# Кульджинские события
Кульджинские события, Кульджинский инцидент 5 февраля — волнения коренного уйгурского населения Синьцзян-Уйгурского автономного района в городе Кульджа, расположенного на северо-западе КНР, административном центре ИКАО. Формальной причиной митинга коренного населения послужили действия китайских властей, направленные на ограничение деятельности традиционных неформальных уйгурских общинных структур — мэшрэп, и арест лидеров мэшрэпа.
5 февраля 1997 г., несколько сот молодых людей, членов мэшрэпа, вышли на митинг, чтобы выразить протест против действий властей. Митингующие были с транспарантами, и направлялись по трём центральным улицам в сторону центра города, где были встречены усиленными нарядами вооружённой полиции. После попыток разгона митингующих ситуация вышла из-под контроля и переросла в массовые беспорядки. По данным властей во время беспорядков погибло 9 человек, по данным правозащитных организаций — свыше 100 человек.
После этих событий мэшрэпы властями КНР были официально запрещены.
Рабия Кадыр, крупный предприниматель, ныне лидер Всемирного уйгурского конгресса, была также арестована после попыток довести информацию о массовых казнях и арестах участников машрапа до мировой общественности.
Кульджинские события были частью продолжающегося этнического конфликта между уйгурами (коренным населением СУАР) и ханьцами.